# SpaceX CRS-22
SpaceX CRS-22 — 22-я миссия снабжения для беспилотного грузового корабля Dragon 2 компании SpaceX к Международной космической станции в рамках второй фазы контракта Commercial Resupply Services (CRS) с NASA.

## Запуск
Запуск корабля ракетой-носителем Falcon 9 со стартового комплекса LC-39A Космического центра Кеннеди произведён 3 июня 2021 года в 17:29 UTC. Первую ступень этой ракеты-носителя также планируют использовать для запуска пилотируемой миссии SpaceX Crew-3.

## Сближение и стыковка
Стыковка с верхним (зенитным) переходником модуля «Гармония» состоялась 5 июня 2021 года в 09:09 UTC.

## Полезная нагрузка
Dragon доставил на МКС 3328 кг полезного груза.
В герметичном отсеке находится 1948 кг груза (с учётом упаковки), в том числе:
- Провизия и вещи для экипажа — 341 кг
- Материалы для научных исследований — 920 кг
- Оборудование для выхода в открытый космос — 52 кг
- Оборудование и детали станции — 345 кг
- Компьютеры и комплектующие — 58 кг

В негерметичном отсеке корабля доставлены новые гибкие солнечные батареи iROSA (англ. ISS Roll-out Solar Arrays) общей массой 1380 кг, которые будут добавлены к нынешним солнечным панелям станции. В свёрнутом состоянии новые батареи будут доставлены на станцию па́рами в ходе трёх миссий корабля Dragon 2. Ещё две пары планируют доставить на МКС в ходе миссий SpaceX CRS-25 и CRS-26 в 2022 году. Для установки каждой новой солнечной батареи потребуется два выхода в открытый космос: один для подготовки рабочего места с комплектом модификации, а другой — для установки новой панели. Установка новых панелей поверх 6 из 8 действующих панелей позволит использовать существующее оборудование для слежения за солнцем и распределения энергии. Хотя из-за такого размещения новых панелей более половины площади старых панелей окажется в тени, за счёт более высокой продуктивности после установки всех 6 новых батарей общая производительность системы увеличится с 160 до 215 кВт энергии. Подобными батареями планируют оснастить и будущую окололунную станцию Gateway.
Два кубсата доставлено на станцию для последующего запуска:
- SOAR — Университет Манчестера, Великобритания
- RamSat — Государственные школы Ок-Ридж (средняя школа Робертсвилля), Ок-Ридж, Теннесси

## Отстыковка и возвращение
Отстыковка корабля от МКС выполнена 8 июля 2021 года в 14:45 UTC.
Завершение миссии и приводнение корабля Dragon 2 с около 2400 кг груза на борту в Мексиканском заливе близ города Таллахасси (Флорида) ожидается 10 июля 2021 года в 03:29 UTC.
Начиная с миссий по контракту CRS-2, NASA планирует возвращать на Землю с Международной космической станции вышедшее из строя, завершившее свою работу или более не нужное оборудование для последующей диагностической оценки, восстановления или ремонта.
Возвращаемое оборудование:
- Catalytic Reactor Developmental Test Objective (DTO): тестовое оборудование системы жизнеобеспечения возвращается для изучения, разборки и оценки для выяснения причины неисправности и последующего использования.
- Urine Processing Assembly (UPA) Distillation Assembly: критическое оборудование для дистилляции, обработки и последующего использования урины возвращается для восстановления и последующего использования.
- Sabatier Main Controller: важная деталь системы для проведения реакции Сабатье для производства воды на орбите.
- Rodent Research Habitats (AEM-X): Жилые контейнеры для лабораторных мышей возвращаются для доставки на станцию новых исследований в 2022 году.
- Nitrogen/Oxygen Recharge System (NORS) Recharge Tank Assembly (RTA): пустые баки для кислорода и азота возвращаются для заправки и повторного использования в будущем[5].